# Ixodes collocaliae
Ixodes collocaliae är en fästingart som beskrevs av Schulze 1937. Ixodes collocaliae ingår i släktet Ixodes och familjen hårda fästingar. Inga underarter finns listade i Catalogue of Life.